# Sekikawa
Sekikawa (関川村, Sekikawa-mura) est un village du district d'Iwafune, dans la préfecture de Niigata au Japon.

## Géographie

### Situation
Sekikawa est situé au nord-est de la préfecture de Niigata.

### Démographie
Au 1er février 2016, la population de Sekikawa s'élevait à 5 784 habitants répartis sur une superficie de 299,61 km2.